# پلین ویوو (آرکانزاس)
پلین ویوو (آرکانزاس) (به انگلیسی: Plainview, Arkansas) یک شهر در ایالات متحده آمریکا با جمعیت ۷۵۵ نفر است که در آرکانزاس واقع شده‌است.

## موقعیت جغرافیایی
موقعیت جغرافیایی شهرها و مناطق اطراف به شرح زیر است: